# 葉山麗子
葉山麗子（日语：葉山 レイコ，假名：はやま · れいこ，平文式羅馬字：Hayama Reiko，1969年7月13日—），日本女演員、歌手、AV女優。

## 電視劇
- 金田一少年之事件簿5 第8話（2022年6月19日，日本電視台）－巽綾子

## AV作品
- APHRODITE （1988年7月20日、ピラミッド）
- 処女宮 うぶ毛のヴィーナス（1988年9月24日、ミス・クリスティーヌ）
- 君はファイブスター（1989年4月12日、ファイブスター）
- エー・エス・ジェイ/Legend 葉山レイコ（2006年11月17日、Graffiti）
- 神谷まゆ・星野ナミ発売記念 処女宮 25th Anniversary HODV-20811 2012年10月5日 h.m.p